# NGC 2037
NGC 2037 ist ein offener Sternhaufen in der Großen Magellanschen Wolke im Sternbild Dorado. Der Sternhaufen wurde in der 1830ern von dem Astronomen John Herschel entdeckt. NGC 2037 befindet sich in der Nähe von oder überlappet sogar mit NGC 2033.